# Silberner Bär

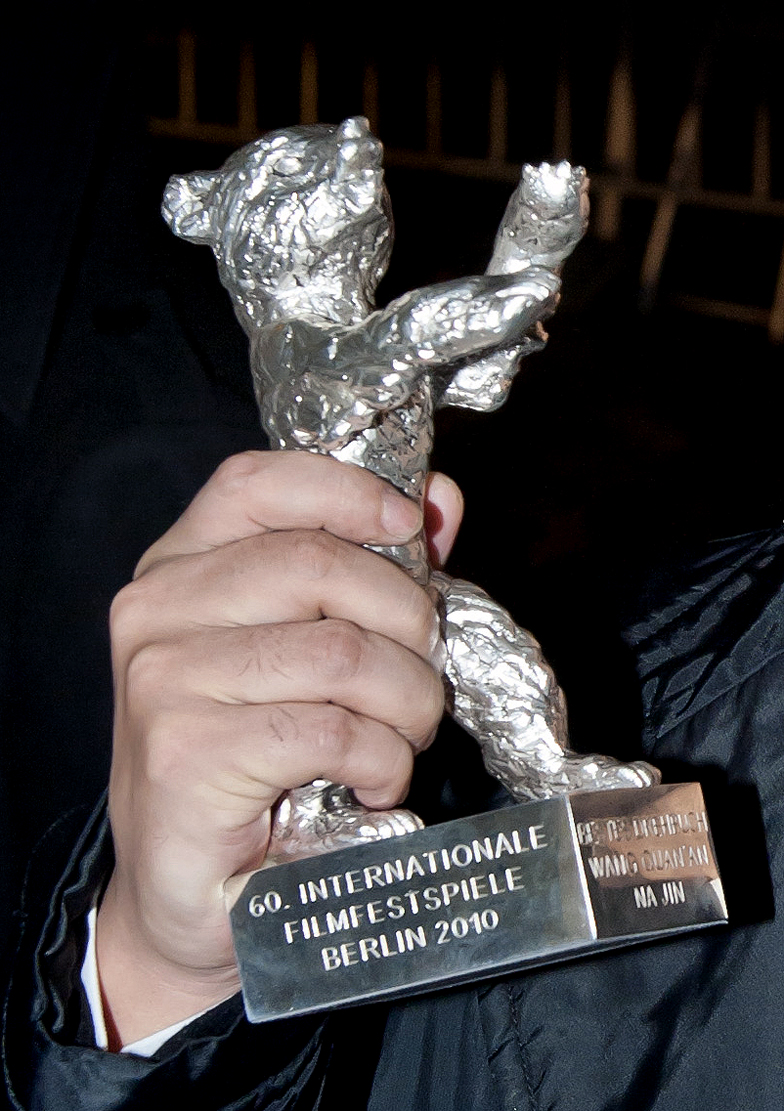
Silberner Bär.

Der Silberne Bär (früher auch Silberner Berliner Bär) ist ein Filmpreis, geschaffen von der Bildhauerin Renée Sintenis, der seit 1956 neben dem Hauptpreis (Goldener Bär) von der Internationalen Jury der Berlinale verliehen wird.
Die Jury vergibt unter den nominierten Filmen des offiziellen Wettbewerbs der Berlinale in sieben Kategorien Silberne Bären, einen davon als sogenannten Großen Preis der Jury. Die weiteren Kategorien sind aktuell Beste Regie, Beste Darstellerin, Bester Darsteller und ein weiterer Preis für eine herausragende künstlerische Leistung. Gesondert zeichnet die Internationale Kurzfilmjury die zweitbeste Produktion im Kurzfilmwettbewerb mit einem Silbernen Bären aus.
Im Jahr 2008 wurde erstmals ein Preis für das beste Drehbuch ausgelobt. Zudem verlieh die internationale Kurzfilmjury einen Silbernen Bären als Preis der Jury an einen Film des Kurzfilmwettbewerbs. Gleichzeitig wurde keine eigene Auszeichnung für die seit 2002 bestehende Kategorie Beste Filmmusik vergeben.
Im Jahr 2021 entfielen die Auszeichnungen für den besten Darsteller und die beste Darstellerin, stattdessen werden Preise für die beste schauspielerische Leistung in einer Haupt- sowie in einer Nebenrolle verliehen. Der Alfred-Bauer-Preis soll durch den Preis der Jury ersetzt werden. Der Verein ProQuote Film kritisierte die geschlechtsneutralen Preise als Feigenblatt für Innovation,  die Berlinale sei von Gendergerechtigkeit weit entfernt. Im Wettbewerb des Festivals liefen viel mehr Filme von Männern als von Frauen.

## Kategorien
Die Preiskategorien im Überblick:
Langfilme
| Kategorie                                            | verliehen seit |
| ---------------------------------------------------- | -------------- |
| Großer Preis der Jury                                | 1957 (1951)    |
| Beste Regie                                          | 1956           |
| Beste Schauspielerische Leistung in einer Hauptrolle | 2021           |
| Beste Schauspielerische Leistung in einer Nebenrolle | 2021           |
| Preis der Jury (bis 2019 Alfred-Bauer-Preis)         | 2021 (1987)    |
| Bestes Drehbuch                                      | 2008           |
| Herausragende künstlerische Leistung                 | 2008           |

Kurzfilme

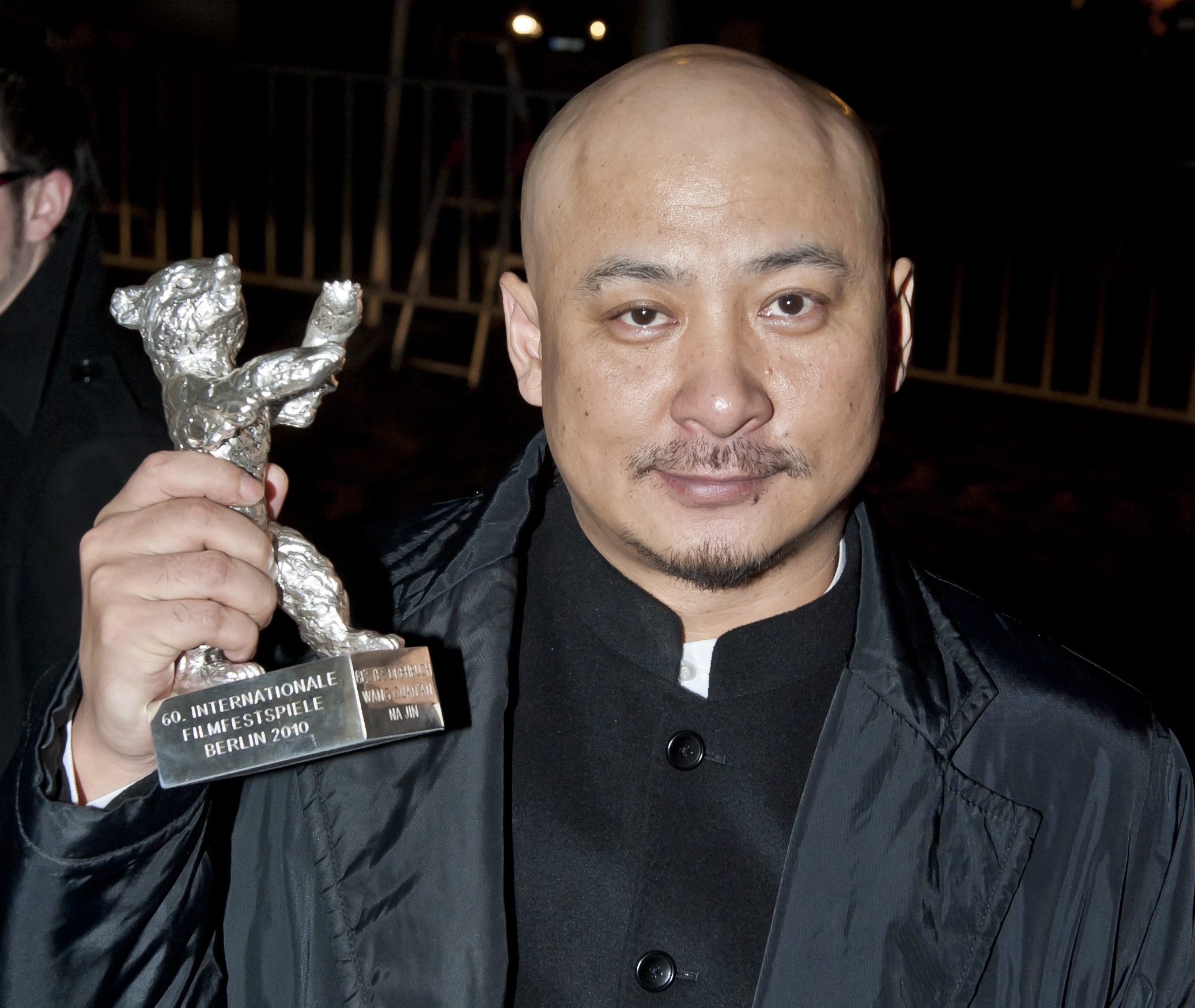
Wang Quan’an mit seinem gewonnenen Silbernen Bären für Tuan Yuan (Bestes Drehbuch, 2010)

- Preis der Jury – Kurzfilm (seit 1956)

Nicht mehr vergebene Preise:
- Beste Darstellerin (1956–2020)
- Bester Darsteller (1956–2020)
- Beste Filmmusik (2002–2007)
- Besondere künstlerische Leistung (1956–2007)
- Herausragende Einzelleistung (1956–2005)